# Grindelhochhaus-Urteil
Das Grindelhochhaus-Urteil ist ein Urteil des fünften Zivilsenats des Bundesgerichtshofs vom 26. Februar 1964, in dem das Gericht eine weitreichende Entscheidung zum Verständnis der Verwendung im deutschen Recht traf. Deshalb, und wegen des kuriosen Sachverhalts, hat das Urteil als Fallbeispiel Eingang in die juristische Ausbildung gefunden.

## Sachverhalt

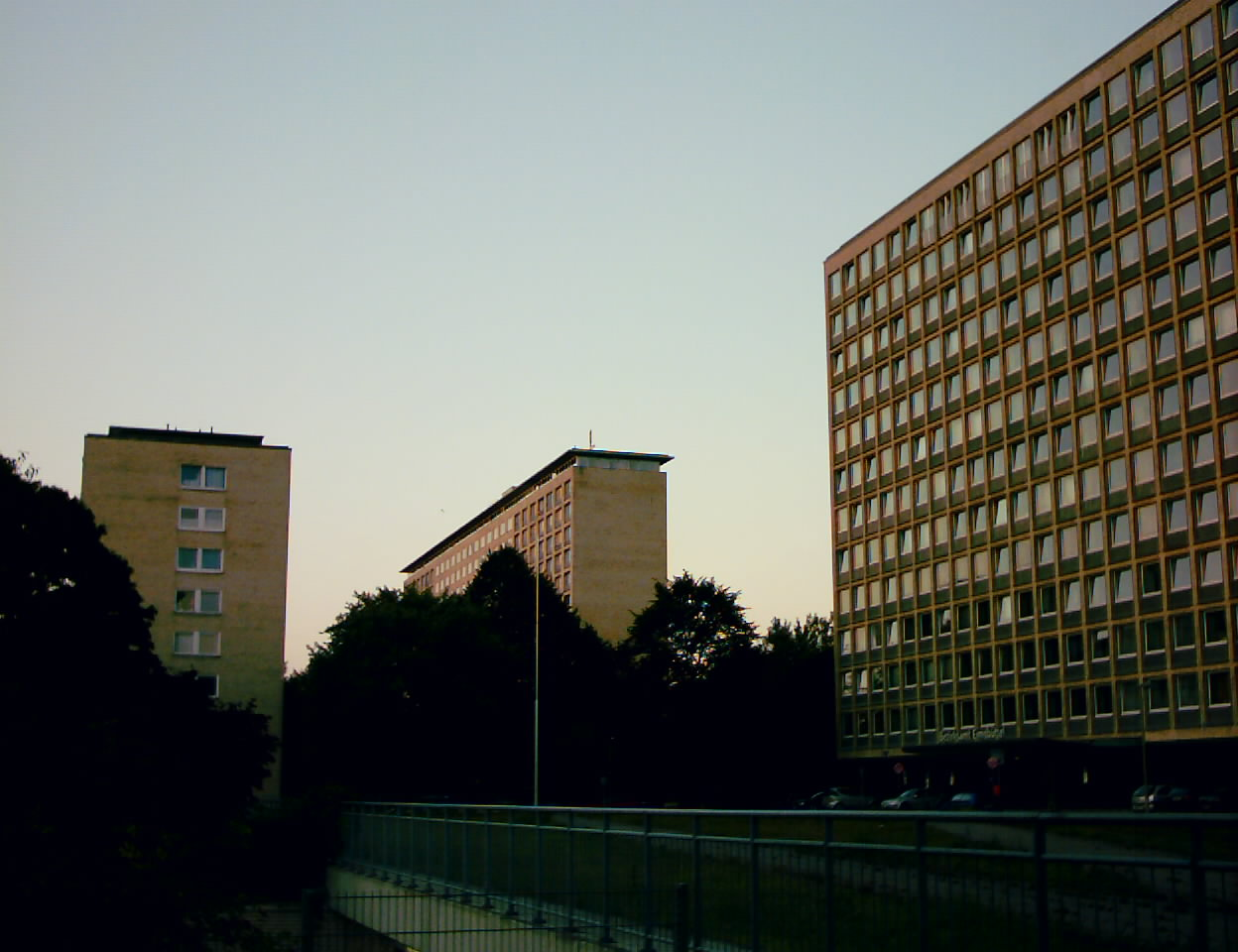
Die Grindelhochhäuser in Hamburg.

Die Klägerin, Melitta Schmidt, war Eigentümerin zweier aneinander grenzender Grundstücke im Hamburger Stadtteil Harvestehude. Die Beklagte, die öffentliche Wohnungsbaugesellschaft SAGA, baute in den Jahren 1951 und 1952 einen „achtstöckigen Wohnblock“, nämlich eines der Grindelhochhäuser, „dergestalt über die Grenze [des städtischen Grundstücks], daß von dem insgesamt etwa 76 m langen Gebäude ein Teilstück von etwa 20 m Länge auf den angrenzenden beiden Grundstücken der Klägerin zu stehen kam.“
Aufgrund des damals geltenden öffentlich-rechtlichen Abbruchverbots in § 22 Absatz 1 Wohnraumbewirtschaftungsgesetz war es der Klägerin verwehrt, von der Beklagten den Abriss dieses so genannten Überbaus zu verlangen.
Innerhalb des folgenden Rechtsstreits zwischen den Parteien forderte die Klägerin von der Beklagten die Herausgabe ihrer Grundstücke, die Beklagte dagegen von der Klägerin Zahlung in Höhe ihrer Aufwendungen für den Bau des Hochhauses.

## Entscheidung
Zusammenfassend gab das Revisionsgericht der Herausgabeklage der Klägerin aus ihrem Eigentum statt, sprach der Beklagten aber auch einen (geringen) Entschädigungsanspruch zu – dieser folgte aber weder aus ungerechtfertigter Bereicherung, noch aus dem Eigentümer-Besitzer-Verhältnis, sondern nur aus dem Grundsatz von Treu und Glauben. Damit stand der Beklagten ein Zurückbehaltungsrecht gegen den Herausgabeanspruch zu. Das Verfahren wurde zur Ermittlung der genauen Höhe des Entschädigungsanspruchs an das Hanseatische Oberlandesgericht zurückverwiesen.

## Argumentation des Gerichts
Das Gericht stellte zunächst fest, dass die Klägerin Eigentümerin des Hochhauses geworden sei, soweit es sich auf ihren Grundstücken befand, da sich das Eigentum an einem Grundstück auch auf die darauf errichteten Gebäude als so genannte wesentliche Bestandteile erstreckt, §§ 93, 94 Absatz 1, 946 Bürgerliches Gesetzbuch (BGB). Es wurde damit entgegen § 94 Absatz 2 BGB an der Grundstücksgrenze vertikal geteilt. Damit stand der Klägerin der geltend gemachte Herausgabeanspruch gegen die Beklagte grundsätzlich zu, § 985 BGB.
Die Klägerin müsse den Überbau auch nicht nach § 912 BGB dulden, da die Beklagte nicht nachweisen konnte, beim Bau lediglich leicht fahrlässig gehandelt zu haben.
Die Beklagte könne dann zunächst keine Entschädigung für den Rechtsverlust an dem von ihr errichteten Haus durch den Bau auf dem Grundstück der Klägerin aus den diesen Fall auf den ersten Blick eigentlich regelnden §§ 946, 951 Absatz 1 BGB verlangen, da der Anwendungsbereich dieser Vorschrift als Teil des Bereicherungsrechts von der Sperrwirkung des Eigentümer-Besitzer-Verhältnisses in § 993 Absatz 1 BGB erfasst und damit ausgeschlossen sei.
Aber auch aus dem genannten Eigentümer-Besitzer-Verhältnis zwischen den Parteien stehe der Beklagten kein Verwendungsersatzanspruch gegen die Klägerin zu. Der Bau eines Hauses sei keine nützliche Verwendung im Sinne von § 996 BGB. Verwendungen seien nur „Vermögensaufwendungen, die der Sache zugute kommen sollen, ohne sie grundlegend zu verändern“ und „die darauf abzielen, den Bestand der Sache als solcher zu erhalten oder wiederherzustellen“. Davon sei der Hausbau auf fremdem Grund nicht erfasst.
Da die Beklagte in der Folge zumindest ein Recht zum Abriss des Hauses aus § 997 BGB gehabt hätte, um dessen Baustoffe anderweitig zu verwenden, das ihr allein wegen des Abbruchverbots verwehrt war, sprach das Gericht der Beklagten schließlich doch einen Entschädigungsanspruch nach Treu und Glauben (§ 242 BGB) und den Grundsätzen des Nachbarrechts zu.
Diesen Entschädigungsanspruch könne die Beklagte dem Herausgabeanspruch der Klägerin auch als Zurückbehaltungsrecht nach § 273 BGB entgegenhalten.

## Auswirkungen
Beim Hausbau auf fremdem Grund vertritt der Bundesgerichtshof seit dem Grindelhochhaus-Urteil die Lehre vom engen Verwendungsbegriff. Danach ist die grundlegende Umgestaltung eines Grundstücks durch seine Bebauung keine Verwendung im Sinne von § 994 BGB.
Daraus und aus der Sperrwirkung des Eigentümer-Besitzer-Verhältnisses für das Bereicherungsrecht folgt, dass derjenige, der auf fremden Grund baut, nicht nur keinen Anspruch auf Verwendungsersatz, sondern auch keinen Bereicherungsanspruch aus den §§ 951, 812 Absatz 1 Satz 1 Variante 2 BGB hat (Eingriffskondiktion). Übrig bleibt ein – häufig wertloses – Wegnahmerecht nach § 997 BGB. Nur wenn zum Beispiel dieses Wegnahmerecht öffentlich-rechtlich ausgeschlossen ist, korrigiert der BGH dies mit einem Entschädigungsanspruch aus § 242 BGB.
Eine andere Ansicht in der juristischen Literatur folgt dagegen einem weiten Verwendungsbegriff. In der Folge ist umstritten, ob die Wertsteigerung (des Grundstücks) für den daraus folgenden Ersatzanspruch subjektiv, also aus Sicht des Eigentümers, oder objektiv zu bestimmen ist.
Eine weitere Ansicht folgt zwar dem engen Verwendungsbegriff des BGH, spricht dem Bauherrn aber gegenüber dem Grundstückseigentümer einen Wertersatzanspruch nach den §§ 951, 812 BGB zu, indem sie die Sperrwirkung des Eigentümer-Besitzer-Verhältnisses verneint.
Im Jahre 2025 hat der Bundesgerichtshof unter Abkehr vom Grindelhochhaus-Urteil den engen Verwendungsbegriff aufgegeben.

## Leitsätze
„a) Die Vorschriften der §§ 994-1003 BGB regeln im Verhältnis zwischen Eigentümer und nicht berechtigtem Besitzer den Ersatz von Verwendungen erschöpfend und schließen die Anwendbarkeit des allgemeinen Bereicherungsrechts aus; der Ausschluß erstreckt sich zugleich auf den § 951 Abs. 1 BGB. Bei dieser Ausschlußwirkung bewendet es auch dann, wenn sich eine werterhöhende Maßnahme des Besitzers nicht als Verwendung im Rechtssinne darstellt und er infolgedessen keinen Ersatz nach § 996 BGB verlangen kann.“

„b) Darf der Besitzer, der mittels unentschuldigten Grenzüberbaues auf fremdem Grund und Boden ein Gebäude erstellt hat, wegen des Abbruchverbotes in § 22 Abs. 1 des Wohnraumbewirtschaftungsgesetzes von seinem Wegnahmerecht aus § 997 BGB keinen Gebrauch machen, so hat ihm der Eigentümer, der ihn auf Herausgabe in Anspruch nimmt, eine angemessene Entschädigung in Geld zu gewähren.“

## Verfahrensgang und Ausgang des Rechtsstreits
Das Gerichtsverfahren zog sich über viele Jahre hin und erreichte insgesamt dreimal den Bundesgerichtshof.
- Landgericht Hamburg, Teilurteil vom 24. Juni 1955, Aktenzeichen 3 O 22/55
- Hanseatisches Oberlandesgericht, Urteil vom 25. Mai 1956, Az. 1 U 195/55
- BGH, Urteil vom 30. April 1958, Az. V ZR 215/56
- LG Hamburg, Teilurteil vom 11. März 1960, Az. 3 O 22/55
- LG Hamburg, Teilurteil vom 27. Mai 1960 (Parallelverfahren)
- OLG Hamburg, Urteil vom 28. Oktober 1960 (Parallelverfahren)
- OLG Hamburg, Urteil vom 21. April 1961, Az. 1 U 45/60
- BGH, Urteil vom 26. Februar 1964, Az. V ZR 105/61, BGHZ 41, 157 = NJW 1964, 1125–1129 („Grindelhochhaus-Urteil“)
- OLG Hamburg, 6. Januar 1967, Az. 1 U 105/64
- BGH, Urteil vom 5. Dezember 1969, Az. V ZR 24/67

Über den Ausgang des Rechtsstreits ist nichts bekannt.